# Hans Soldeck
Hans Soldeck ist ein ehemaliger deutscher Automobilrennfahrer.

## Karriere
Hans Soldeck startete seine zweijährige Rennfahrerlaufbahn 1979 im Tourenwagenmotorsport.
Dort fuhr er für das Zakspeed-Team zunächst mit einem Ford Escort RS 2000 in der 2. Division der Deutschen Rennsport-Meisterschaft (DRM). Ein Jahr später fuhr er mit einem Ford Capri Turbo von Zakspeed in der DRM. In seiner zweiten Rennsaison konnte er als beste Ergebnisse drei 3. und drei 4. Plätze herausfahren.
Seine Rennkarriere beendete Soldeck 1980 punktgleich mit Walter Brun mit einem achten Gesamtplatz in der DRM.